# Schlossgarten (Stuttgart)

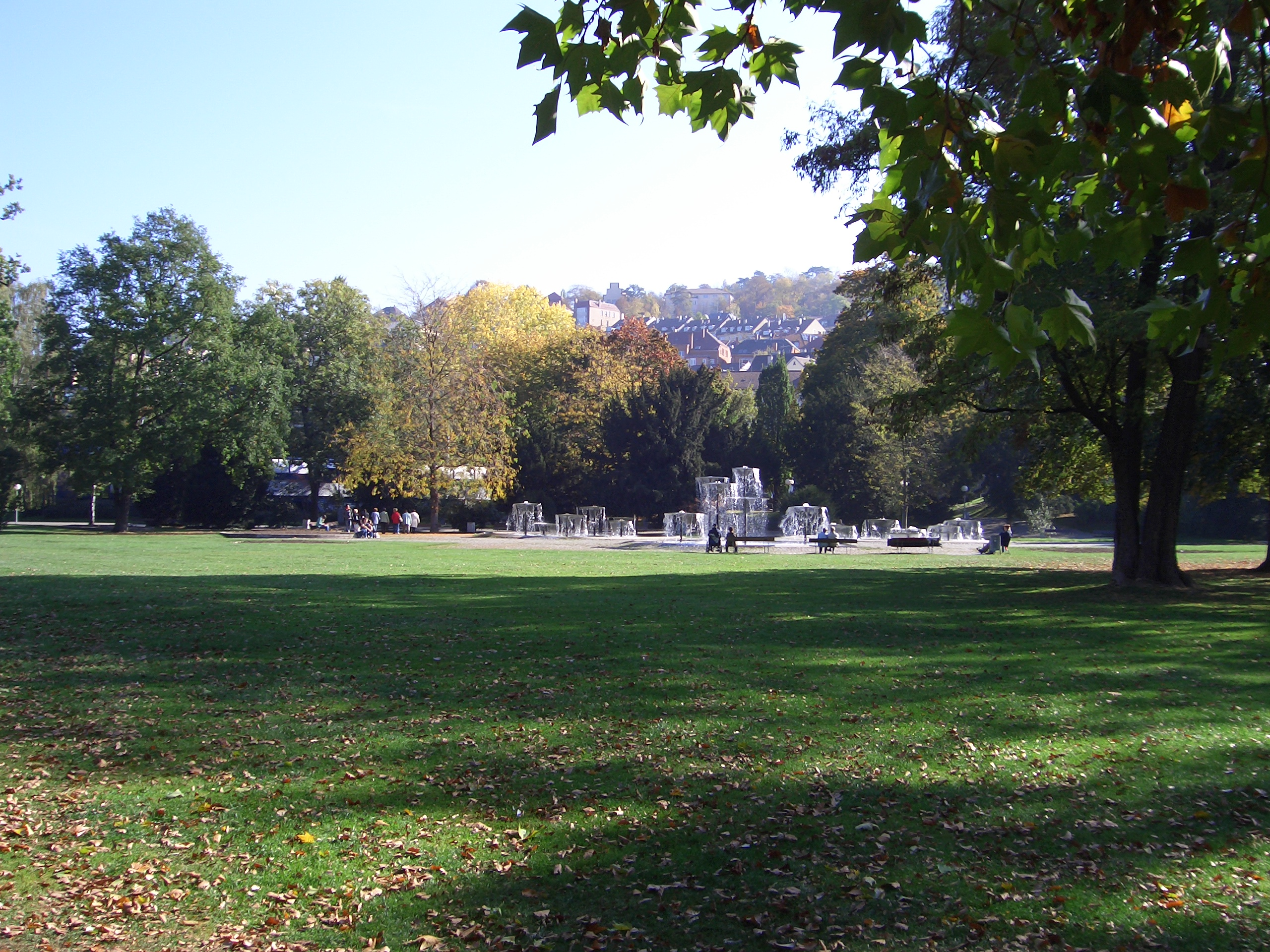
Mittlerer Schlossgarten (2007)

Der Stuttgarter Schlossgarten ist eine 600 Jahre alte und 64 Hektar große Parkanlage in Stuttgart. Er beginnt am Neuen Schloss im Stadtzentrum und folgt dem früheren Lauf des heute verrohrten Nesenbachs bis zum Neckar. Das heutige Aussehen geht zurück auf die Bundesgartenschau 1961, wofür die historisch gewachsenen Strukturen im Oberen und Mittleren Schlossgarten weitgehend zerstört wurden, und die Bundesgartenschau 1977, wofür sie im Unteren Schlossgarten behutsam saniert wurden. Seit 1987 gibt es Bestrebungen, die klassizistische Gartenarchitektur mit dem Ovalsee und der Parkallee wiederherzustellen, die der württembergische Hofbaumeister Nikolaus Friedrich Thouret geschaffen hatte. Im Rahmen von Stuttgart 21 sind größere Umgestaltungen durch die Bauarbeiten und den darauf folgenden Zuschlag eines Teils der jetzigen Bahnanlagen geplant.

## Gliederung

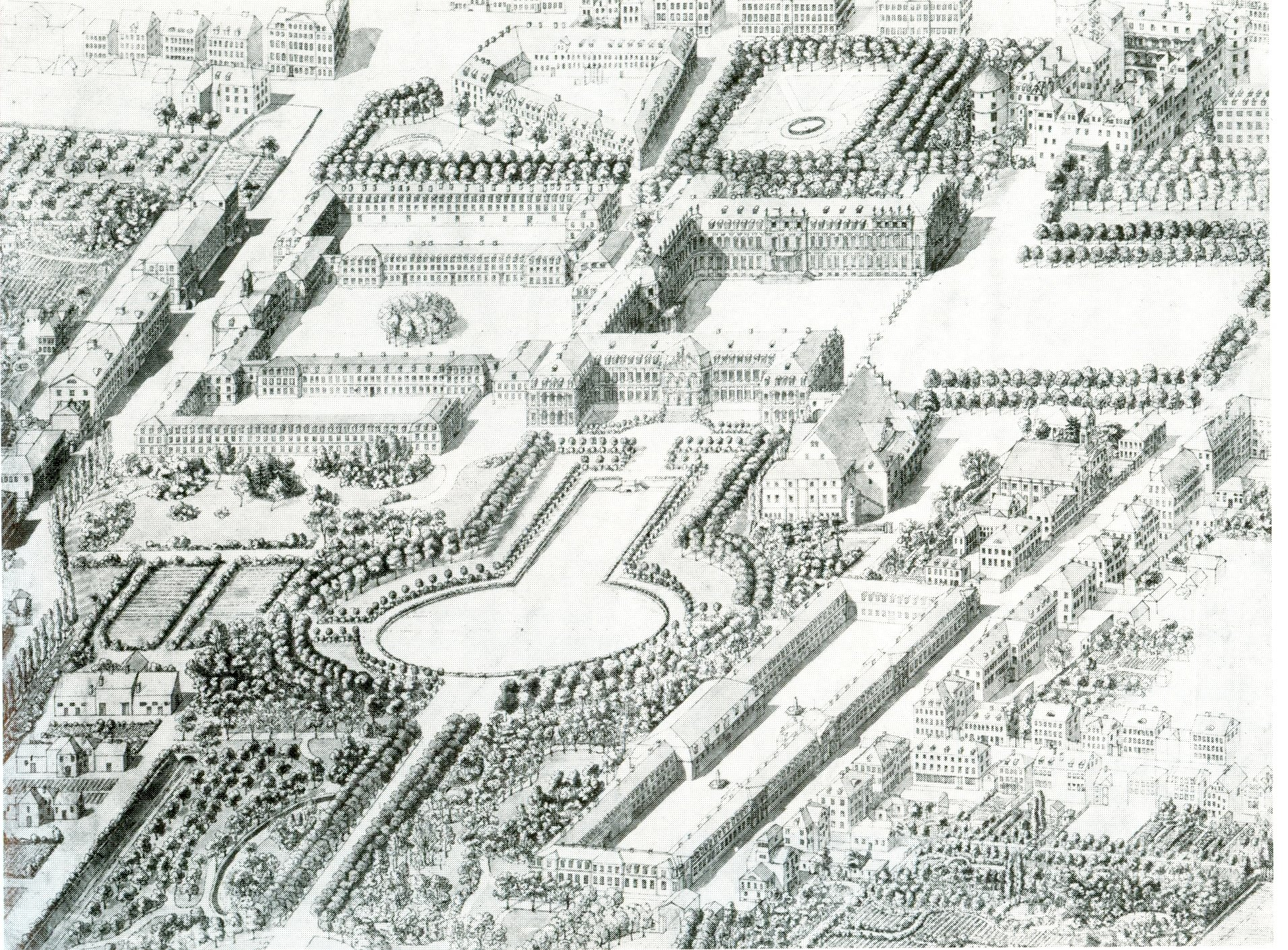
Klassizistische Gestaltung des Oberen Schlossgartens von Thouret, für die Buga 1961 beseitigt

Das Gesamtareal des Schlossgartens wird offiziell in drei Teile unterteilt, die durch mit Fußgängerstegen überbrückte Straßen getrennt sind:
- Der Obere Schlossgarten erstreckt sich vom Neuen Schloss am Schloßplatz bis zur Schillerstraße, die vom Ferdinand-Leitner-Steg überbrückt wird. Zentral gelegen finden sich dort am Eckensee Opern- und Schauspielhaus der Staatstheater Stuttgart, die Kunsthalle, die Eberhardsgruppe und das Haus des Landtags. Im Oberen Schlossgarten ist auch der Schicksalsbrunnen.
- Der Mittlere Schlossgarten erstreckt sich von der Schillerstraße bis zur Cannstatter Straße, die mit der Grünen Brücke überquert werden kann. Dort befindet sich das Carl-Zeiss-Planetarium, die Ruine des Neuen Lusthauses, der Anlagensee mit dem Café am See und ein großer Biergarten sowie ein Teil der Baustelle des neuen Hauptbahnhofs.
- Der Untere Schlossgarten schließt sich an bis zu den Mineralbädern in Berg nahe dem Bad Cannstatter Neckarufer. Durch ihn verläuft die schnurgerade Felix-Mendelssohn-Bartholdy-Allee und ein dem Nesenbach nachempfundener Bachlauf, der in Nymphensee, Eissee und Inselsee übergeht.

An seinem östlichen Ende – nahe dem zoologisch-botanischen Garten Wilhelma – geht der Schlossgarten direkt in den Rosensteinpark über. Beide sind Bestandteil des Stuttgarter „Grünen U“.

## Geschichte

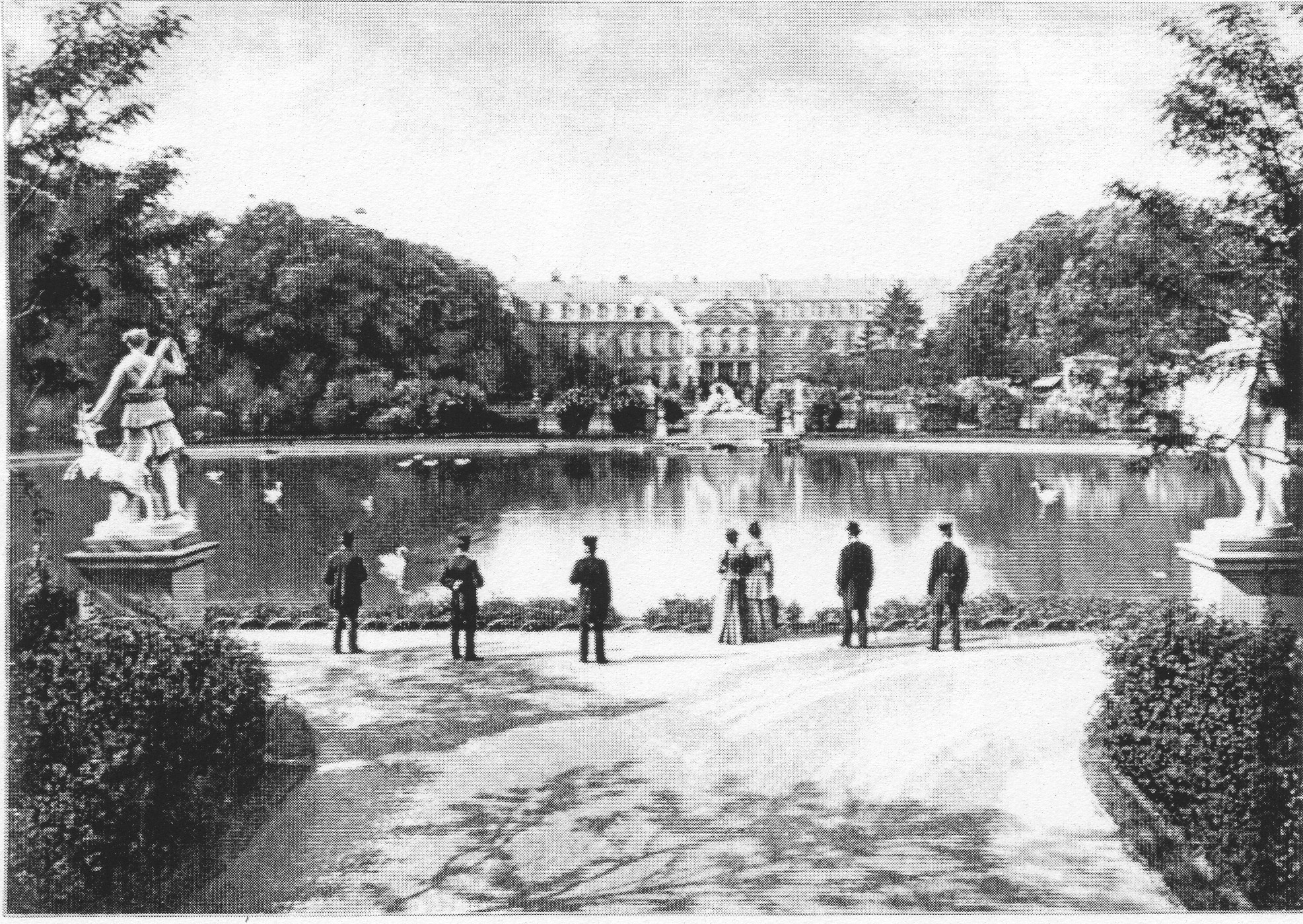
Klassizistischer Ovalsee mit der Nymphengruppe von Dannecker, für die Buga 1961 beseitigt

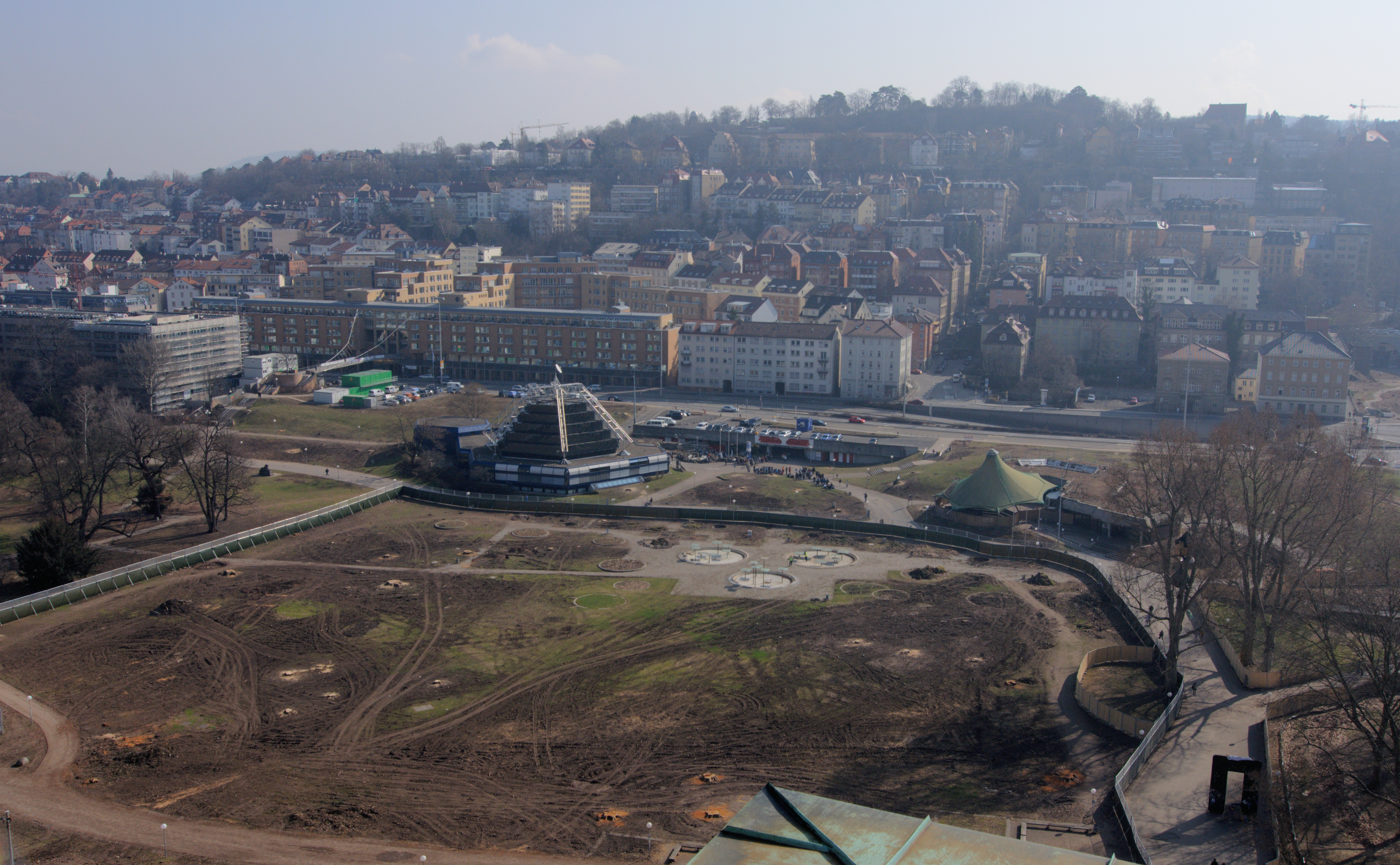
Mittlerer Schlossgarten nach der Rodung für Stuttgart 21

1350 wurde erstmals ein „gräflicher Garten“ direkt an der „Stuttgarter Burg“ (Altes Schloss) erwähnt. 1469 wurde ein Teil des Schlossgrabens als „Thiergartten“ benutzt. 1474 wurde der „Gräfliche Garten“ um zwei Morgen erweitert. Mitte des 16. Jahrhunderts ließ Herzog Christoph mit dem Umbau des Alten Schlosses einen Renaissance-Lustgarten erstellen, der bis ins 18. Jahrhundert erhalten blieb. Ab 1740 wurde nach den Plänen des Hofbaumeisters Johann Christoph David Leger am Rande des Lustgartens die Militärakademie gebaut. Mit Baubeginn des Neuen Schlosses 1746 wurde der ehemalige „Lustgarten“ komplett überbaut.
Am 18. November 1775 wurde die Hohe Karlsschule von Schloss Solitude in die Militärakademie verlegt.
Um 1800 wurde mit dem Bau der „Königlichen Anlagen“, die von Anfang an auch für die Bevölkerung geöffnet waren, begonnen, der Schlossgarten wurde fortan zum „Volksgarten“. 1807 wurde der Bau der „Oberen Königlichen Anlagen“ (vor dem Neuen Schloss) nach den Plänen Nikolaus Friedrich von Thourets unter König Friedrich I. verwirklicht, zwischen 1813 und 1817 wurden auch die „Unteren Königlichen Anlagen“ nach den Plänen Thourets erstellt. Von 1824 bis 1840 wurde der Rosensteinpark unter König Wilhelm I. angelegt. Im 20. Jahrhundert wurden auf dem Gelände des Oberen Schlossgartens die beiden Theater gebaut. Ab 1908 wurden Umbauten für den neuen Hauptbahnhof vorgenommen und im Zuge dessen der Mittlere Schlossgarten um 8 Hektar verkleinert. 1961 wurde der Obere Schlossgarten gegen Widerstand aus der Bevölkerung wegen der Bundesgartenschau komplett umgebaut. 1962 wurde das Hotel am Schlossgarten zwischen Bahnhof und Schlossgarten gebaut. Wegen der zweiten Bundesgartenschau 1977 wurden auch die Unteren Anlagen umgestaltet.
Am 1. Oktober 2010 wurden – gegen massiven Protest der Gegner von Stuttgart 21, die am Vortag mit Wasserwerfern und Tränengas verdrängt worden waren – Bäume im Bereich des Mittleren Schlossgartens gefällt. Als Reaktion besetzten einige der Demonstranten („Parkschützer“) campierend den Schlossgarten für die nächsten etwa 17 Monate; einige Aktivisten (der Organisation Robin Wood) kletterten auf alte Bäume und errichteten Baumhäuser. Am 15. Februar 2012 wurden dieses Zeltdorf und die Baumhäuser – diesmal fast ohne Gewalt – von der Polizei geräumt. Die Fällung oder Versetzung von 238 Bäumen begann. In diesem Bereich wurde seit August 2014 der Tiefbahnhof gebaut (siehe auch Protest gegen Stuttgart 21). Nach dem Ende der Bauarbeiten wird die Fläche wieder begrünt.
Im Schlossgarten Stuttgart fanden die Bundesgartenschauen 1961 (Oberer und Mittlerer Schlossgarten) und 1977 (Mittlere und Untere Anlagen / Schwanenplatz) statt. Zur Internationalen Gartenbauausstellung 1993 (IGA´93) wurde das sogenannte „Grüne U“ aus Schlossgarten, Rosensteinpark, Leibfriedschem Garten, Wartberggelände und Höhenpark Killesberg komplettiert.

## Galerie

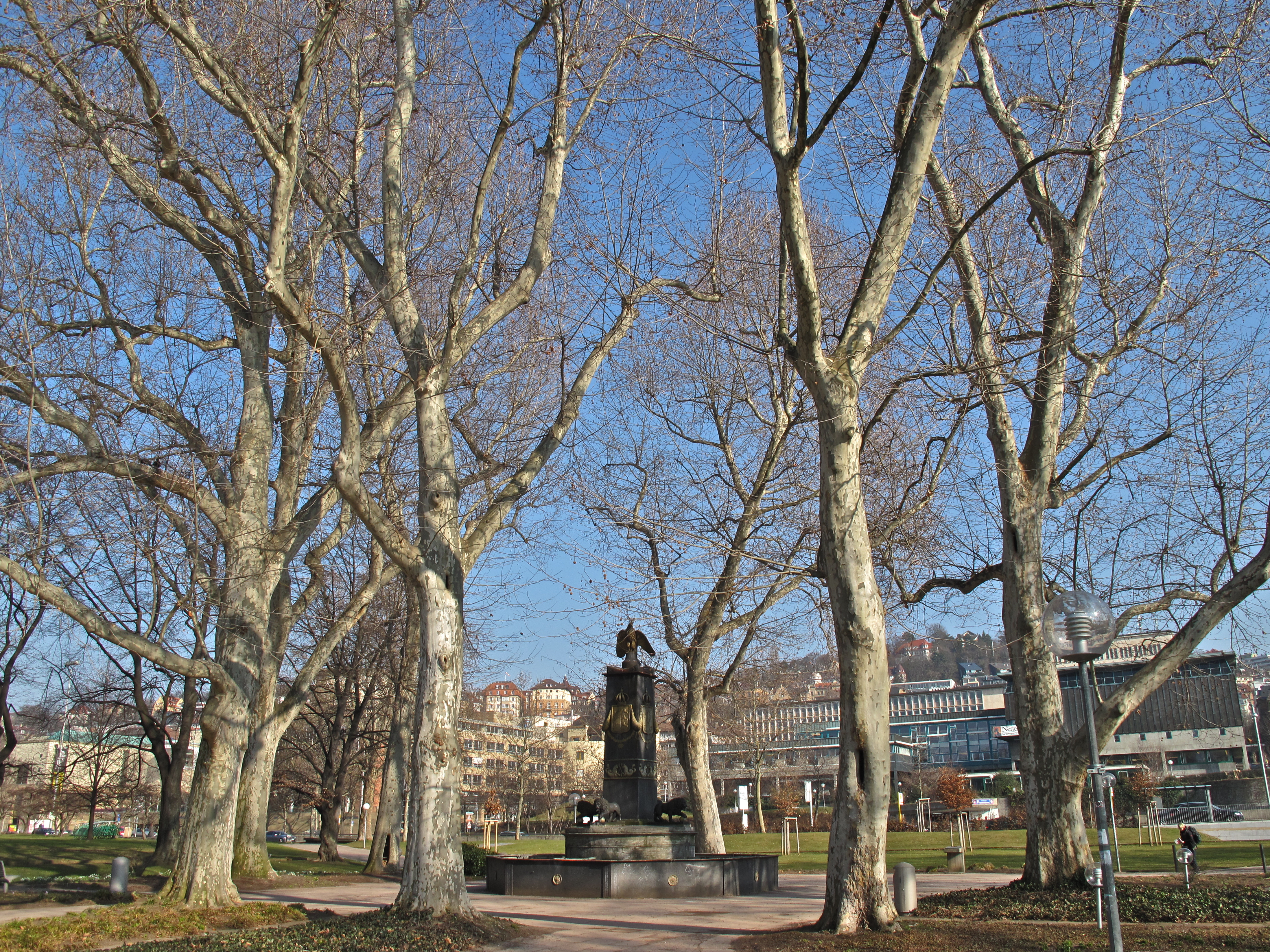
Akademiebrunnen am Neuen Schloss
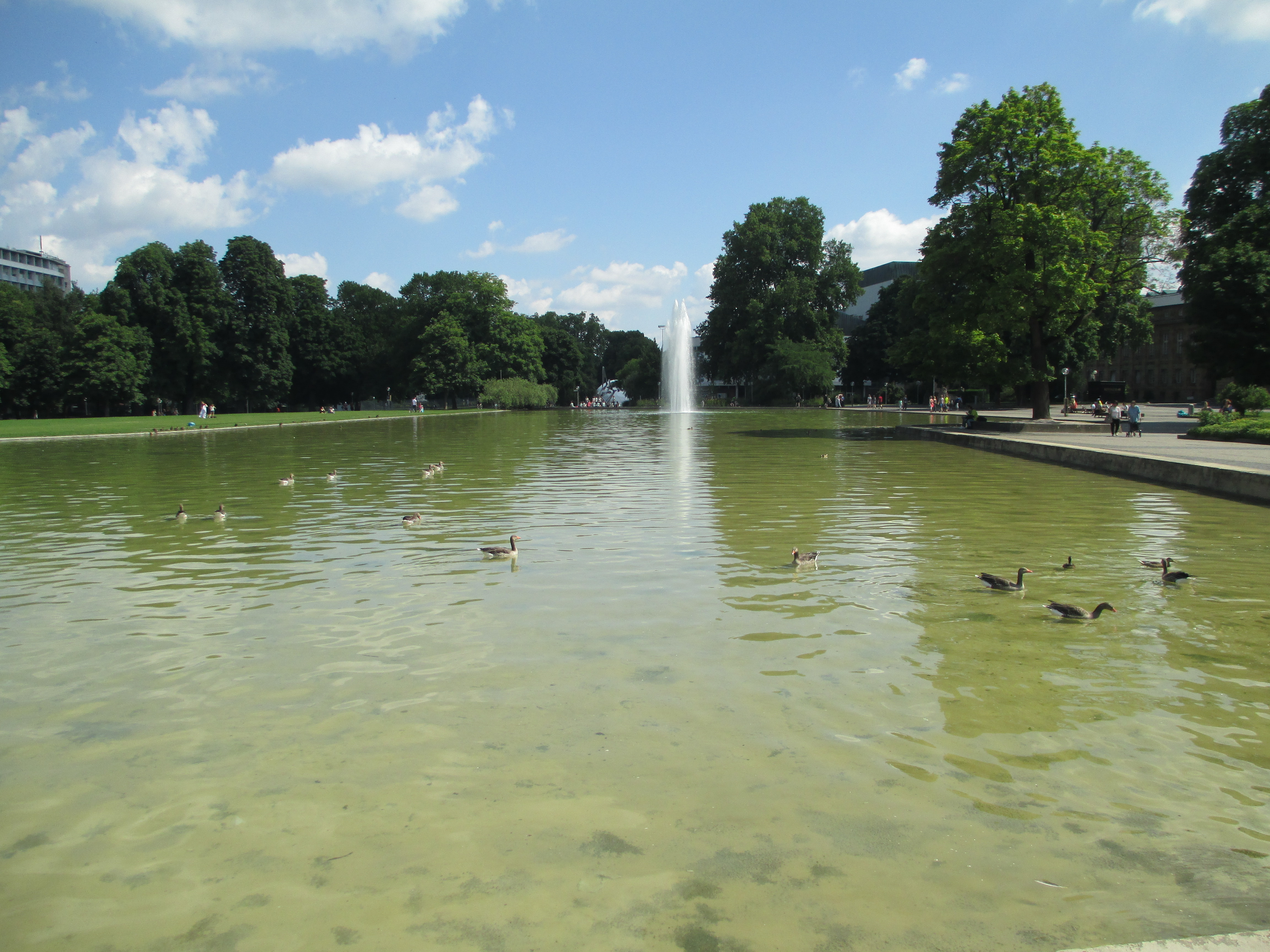
Eckensee von 1961
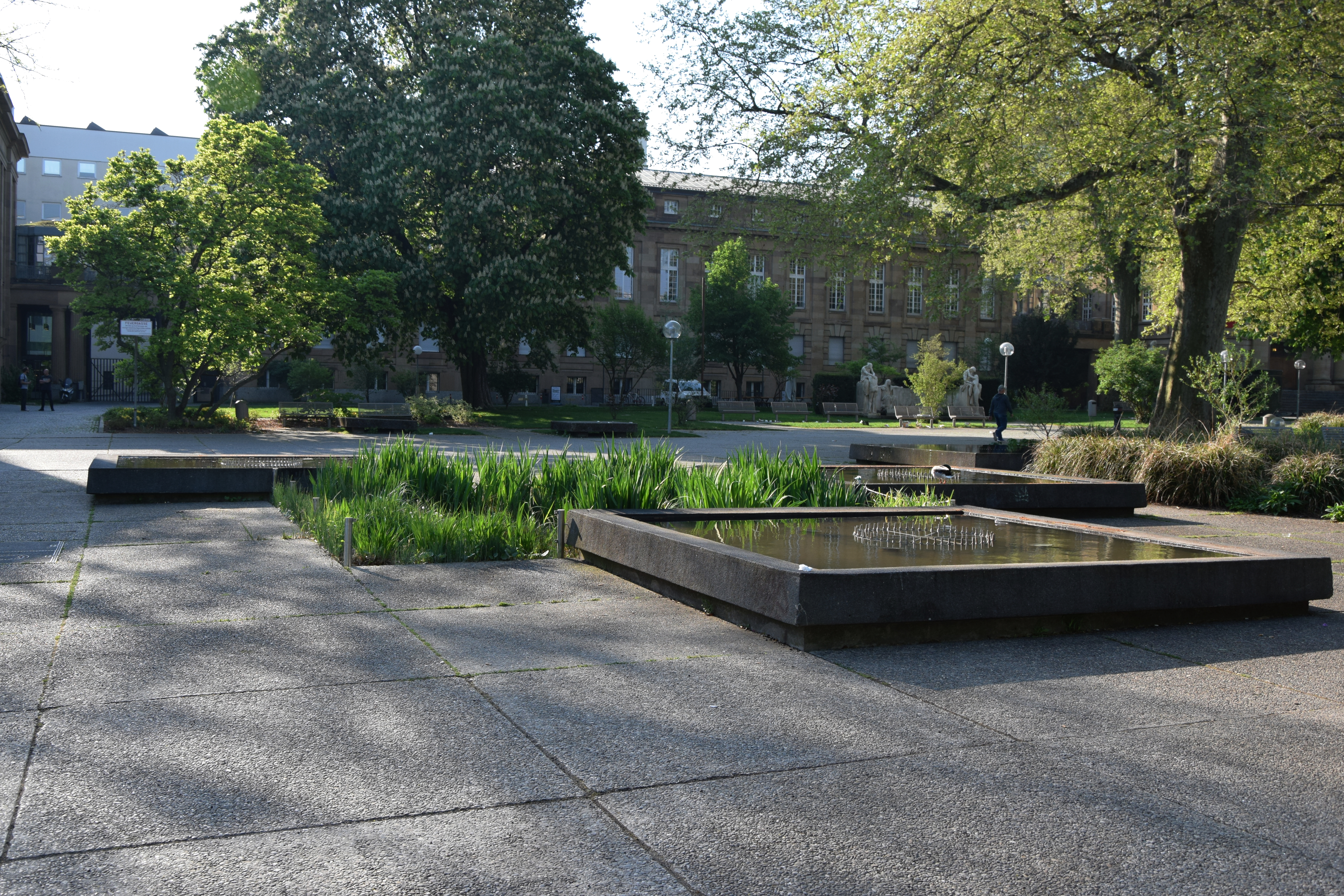
Sprudlerbassins von 1961
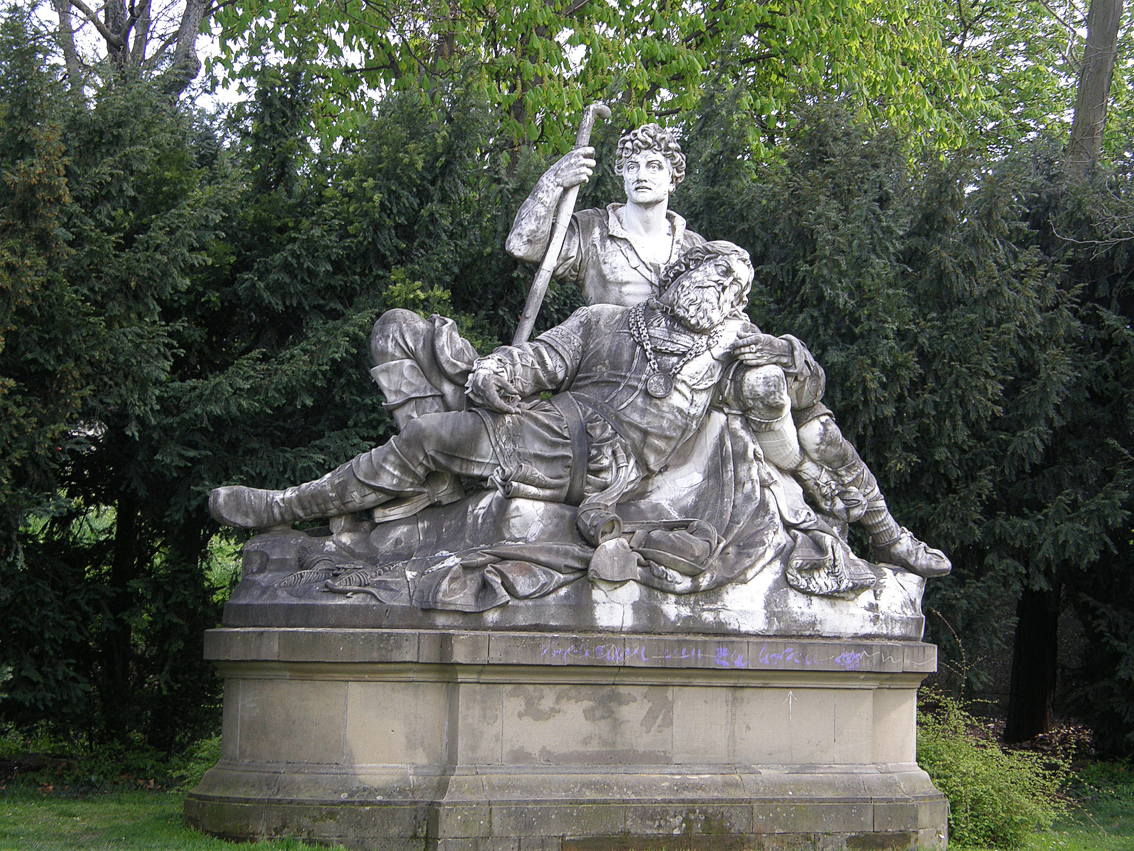
Eberhardsgruppe im Oberen Schlossgarten
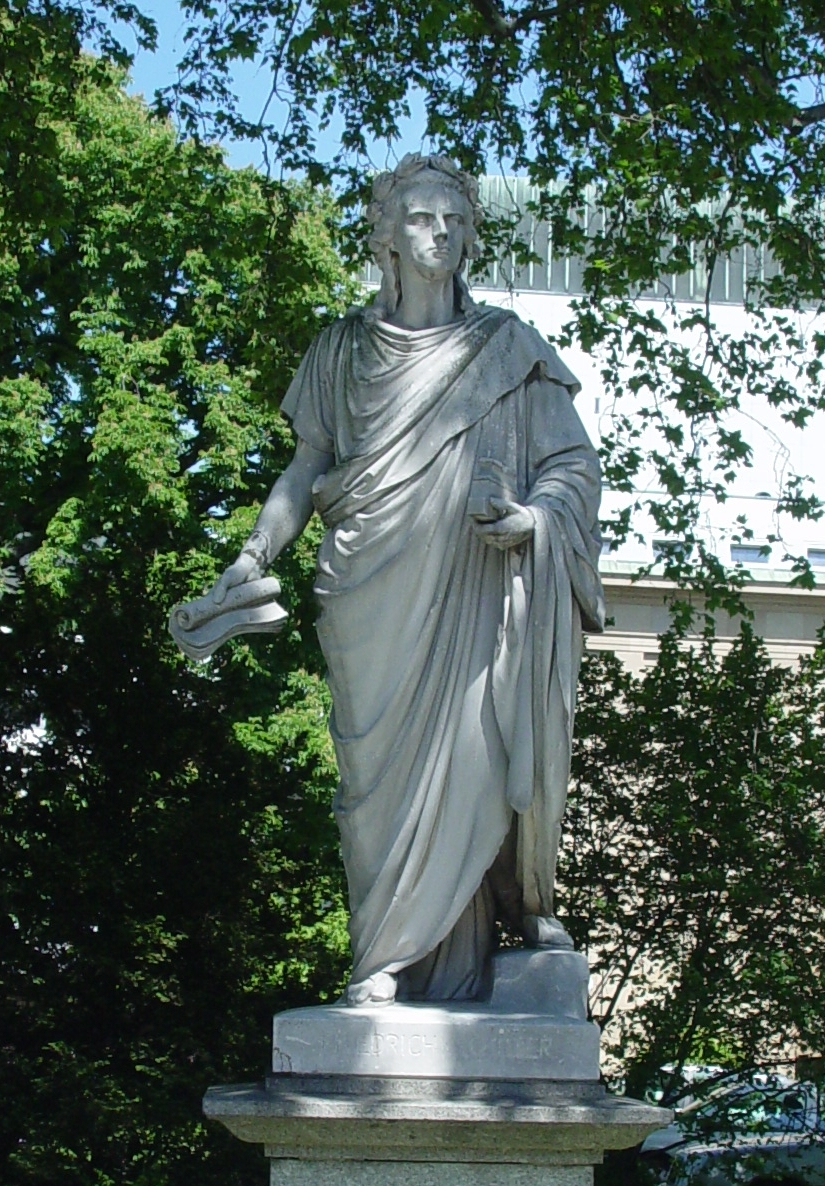
Schillerdenkmal am Staatstheater
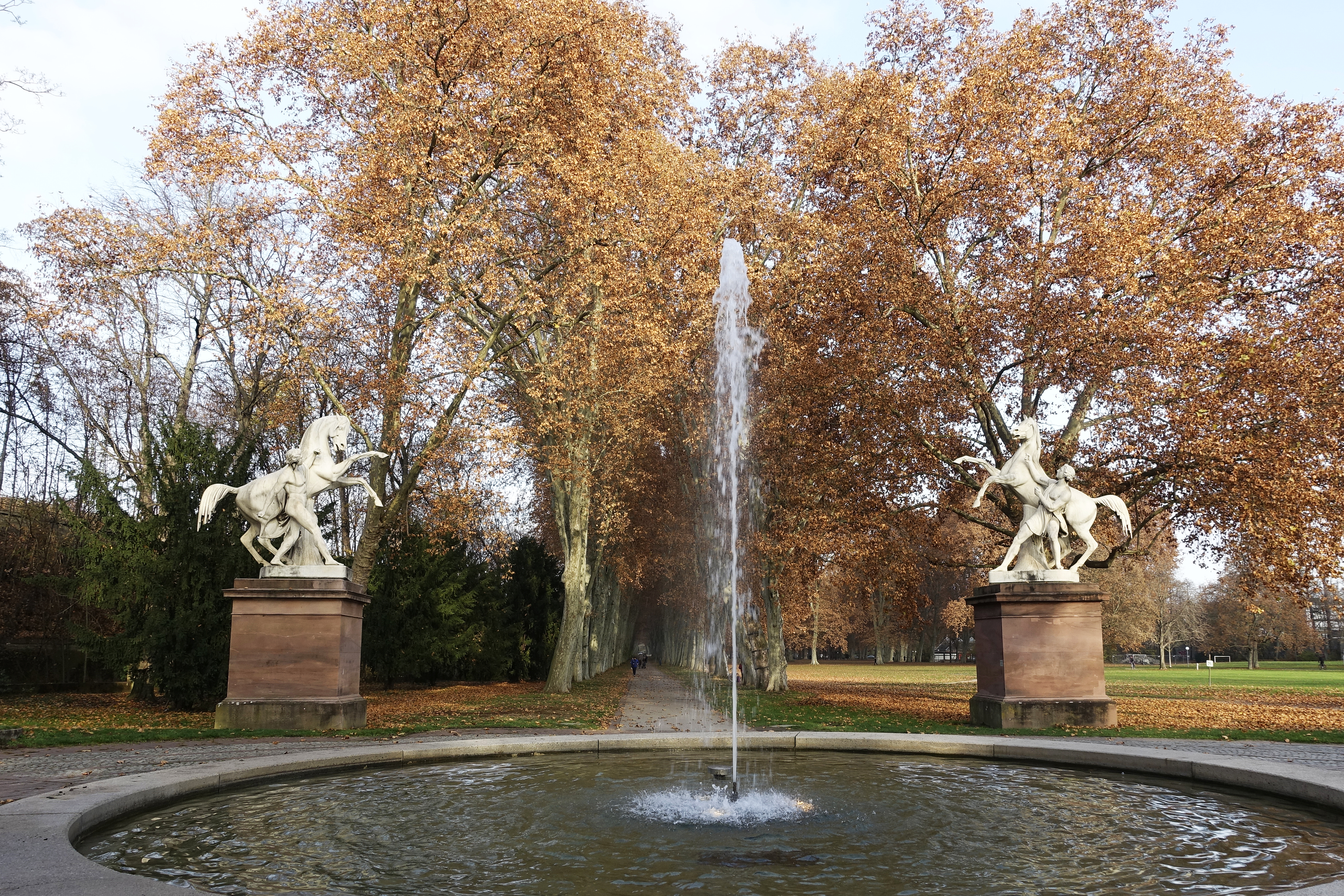
Rossbändigergruppe im Unteren Schlossgarten
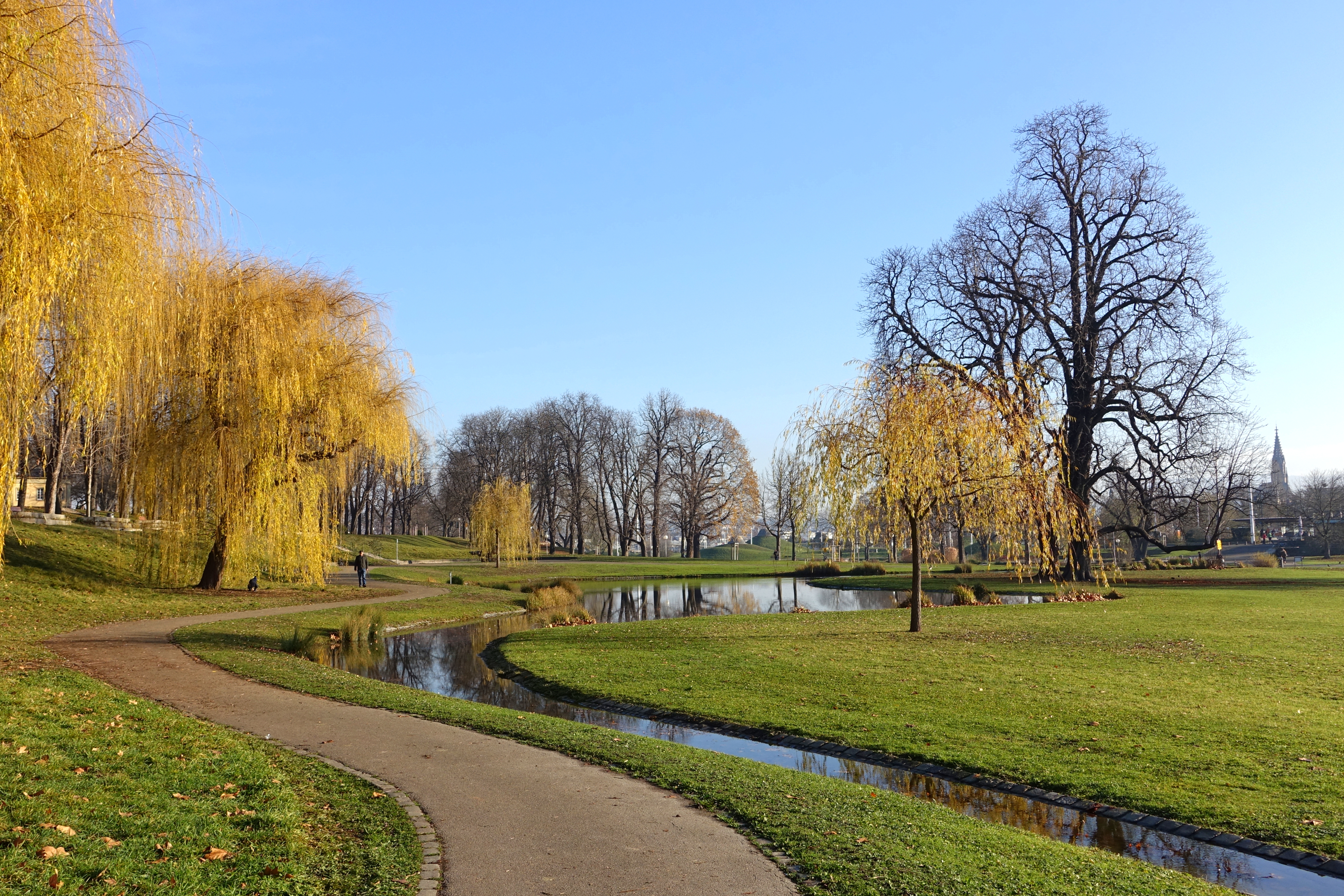
Inselsee von 1977